# Drużynowe mistrzostwa Polski 85–140 cm³ w miniżużlu
Drużynowe mistrzostwa Polski 85–140 cm³ w miniżużlu – coroczne rozgrywki miniżużlowe w klasie 85–140 cm³ (do 2017 – 80–125 cm³, następnie do 2022 – 85–125 cm³), organizowane przez Polski Związek Motorowy, wyłaniające najlepszą drużynę w Polsce. W mistrzostwach uczestniczą drużyny złożone z kilku (liczba zmieniała się na przestrzeni lat) zawodników do 13. roku życia. Mistrzostwa organizowane są od 2005 roku. W pierwszych latach rozgrywane były jako pojedynczy turniej, później jako cykl imprez. 

## Medaliści
| Rok                             | Złoto                 | Srebro                   | Brąz                                            | Źr.   |
| ------------------------------- | --------------------- | ------------------------ | ----------------------------------------------- | ----- |
| 80–125 cm³                      |                       |                          |                                                 |       |
| 2005                            | GUKS Speedway Wawrów  | MKMŻ Rybki Rybnik        | UŚKS Speedway Częstochowa                       |       |
| 2006                            | MKMŻ Rybki Rybnik     | GUKS Speedway Wawrów     | GKŻ Wybrzeże Gdańsk                             |       |
| 2007                            | MKMŻ Rybki Rybnik     | GKŻ Wybrzeże Gdańsk      | GUKS Speedway Wawrów                            |       |
| 2008                            | GKŻ Wybrzeże Gdańsk   | MKMŻ Rybki Rybnik        | GUKS Speedway Wawrów                            |       |
| W roku 2009 DMP nie rozgrywano. |                       |                          |                                                 |       |
| 2010                            | MKMŻ Rybki Rybnik     | GKŻ Wybrzeże Gdańsk      | GUKS Speedway Wawrów                            |       |
| 2011                            | MKMŻ Rybki Rybnik     | GUKS Speedway Wawrów     | UŚKS Speedway Częstochowa                       |       |
| 2012                            | GUKS Speedway Wawrów  | GKŻ Wybrzeże Gdańsk      | MKMŻ Rybki Rybnik                               |       |
| 2013                            | GUKS Speedway Wawrów  | Unibax Toruń             | BTŻ Polonia Bydgoszcz                           |       |
| 2014                            | Unibax Toruń          | GUKS Speedway Wawrów     | UŚKS Speedway Częstochowa                       |       |
| 2015                            | GKŻ Wybrzeże Gdańsk   | GUKS Speedway Wawrów     | UŚKS Speedway Częstochowa BTŻ Polonia Bydgoszcz |       |
| 2016                            | BTŻ Polonia Bydgoszcz | UKS Jaskółki Tarnów      | GKŻ Wybrzeże Gdańsk                             |       |
| 2017                            | BTŻ Polonia Bydgoszcz | SSSM Stal Toruń          | GUKS Speedway Wawrów                            |       |
| 85–125 cm³                      |                       |                          |                                                 |       |
| 2018                            | BTŻ Polonia Bydgoszcz | GUKS Speedway Wawrów     | MKMŻ Rybki Rybnik                               |       |
| 2019                            | MKMŻ Rybki Rybnik     | GUKS Speedway Wawrów     | UKS Speedway Rędziny                            |       |
| 2020                            | MKMŻ Rybki Rybnik     | UKS Speedway Rędziny     | SSSM Stal Toruń                                 |       |
| 2021                            | GUKS Speedway Wawrów  | UKS Speedway Rędziny     | MKMŻ Rybki Rybnik                               | [ 1 ] |
| 2022                            | BTŻ Polonia Bydgoszcz | MKMŻ Rybki Rybnik        | GUKS Speedway Wawrów                            |       |
| 85–140 cm³                      |                       |                          |                                                 |       |
| 2023                            | MKMŻ Rybki Rybnik     | BTŻ Polonia Bydgoszcz    | KS Toruń                                        |       |
| 2024                            | MKMŻ Rybki Rybnik     | Stal Gorzów Wielkopolski | KS Toruń                                        |       |
| 2025                            |                       |                          |                                                 |       |